# Groupe action jeunesse
Pour les articles homonymes, voir GAJ.
Le Groupe action jeunesse, ou GAJ, est créé en février 1973 par plusieurs militants d'Ordre nouveau — Patrice Janeau, ancien leader du Groupe union défense (GUD) à Assas ; Jean-Claude Nourry, exclu du Conseil national d'Ordre nouveau en février 1971 et Michel Bodin, ancien membre de la « bande du XVe » et d'Occident —, qui refusaient la stratégie de Front national proposée par la direction du mouvement. Le mouvement disparait en 1978.

## Histoire
Le GAJ est créé en 1973 par des responsables scissionnistes d'Ordre nouveau (dont la majorité des cadres du GUD-Assas) alliés aux Groupes d'action populaire  dirigé par Jean-Pierre Stirbois,.
Il prône des thèses solidaristes ainsi qu'un activisme violent, et rassemble la mouvance d'extrême droite opposée à la stratégie de Front national d'Ordre nouveau,. Selon Frédéric Charpier, le groupe est infiltré par la section "manipulation" des Renseignements Généraux parisiens. Les estimations les plus hautes situent le nombre de militants du GAJ à 300 membres, mais Frédéric Charpier estime plutôt les effectifs du groupe à 150 militants.

L'emblème du GAJ, comme de l'ensemble des mouvements se réclamant du solidarisme, était le trident. Sa presse comportait plusieurs publications : Impact jusqu'en 1975, puis Jeune Garde solidariste, et enfin Jeune nation solidariste à partir de juin 1977.

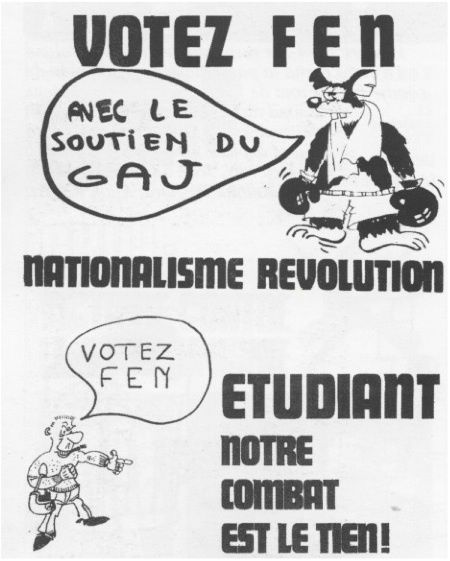
Affiche du GAJ pour la liste "Front des étudiants Nationalistes" aux élections universitaires d'Assas en 1973

Le GAJ se signale par un activisme anticommuniste débordant. Il noue ainsi des contacts étroits avec une association d'émigrés russes, l'Union des solidaristes russes (NTS), et envoie des militants en URSS pour tracter contre le communisme sur la place Rouge le 24 mars 1975. Près de 200 exemplaires de L'Archipel du goulag sont distribués avant l'arrestation de deux militants français (dont Francis Bergeron) par le KGB, qui les expulsera après une journée de détention.
Le 22 novembre 1973, premier jour du congrès annuel de l'UNEF qui devait se tenir à l'université de Nanterre, un groupe d'étudiants du GAJ mène une expédition violente sur le campus qui entraîne plusieurs affrontements et dégradations.
Le 17 décembre 1973, un commando d'une soixantaine de militants du GAJ occupe illégalement les locaux de l'administration de l'université Paris-I avant de se faire expulser par la police,.
Le 21 décembre 1973, une vingtaine de membres du GAJ envahissent un amphithéâtre de l'Université Paris-I et y affrontent des étudiants présents à l'intérieur, occasionnant trois blessés dont le professeur Henri Bartoli qui reçoit un coup de matraque. Dans le même temps, d'autres militants se positionnent devant le bureau du président de l'université, François Luchaire, faisant courir la rumeur que ce dernier est séquestré. Le GAJ publie ensuite un communiqué indiquant qu'ils souhaitaient « s'informer des modalités de dépôt d'une liste aux prochaines élections universitaires » et demandant la démission de François Luchaire.
Le 25 janvier 1974, à Toulouse, des militants d'extrême gauche qui distribuaient le journal Rouge devant un lycée sont attaqués par des militants du GAJ armés de fléaux, de barres de fer, et de cocktails molotov. En réponse, les gauchistes manifestent en demandant la dissolution du groupe puis agressent deux étudiants membres de l'Union nationale inter-universitaire.
Il s'oppose parfois violemment au GUD, notamment pour le contrôle d'Assas. Ainsi Michel Bodin est-il presque lynché par les gudards. Le GAJ se rapproche alors, par l'intermédiaire de Stéphane Zannettacci, des trotskistes de la Ligue communiste pour échanger des informations sur Faire front : de nombreuses réunions auront lieu, permettant l'identification de nombreux membres de Faire front photographiés par les militants de la LC. L'agression d'un gudard à Assas va précipiter les choses. Le 19 février 1974, une quarantaine de militants de Faire front font irruption à Assas, Alain Robert à leur tête : quelques étudiants solidaristes sont frappés. Le 21 février, le local du GUD, situé salle 417 du 92, rue d'Assas, est attaqué au cocktail Molotov. Une dizaine de solidaristes sont molestés et le GAJ doit momentanément quitter Assas. Les affrontements se poursuivent à la faculté de droit de Sceaux.
Lors de l'élection présidentielle de 1974, le GAJ – tout comme le GUD – participe au service d'ordre de Valéry Giscard d'Estaing. La coexistence des deux mouvements hostiles l'un à l'autre ne se fait pas sans heurts, chacun traitant l'autre de « vendu » et de « mercenaire ». Néanmoins, le GAJ appelle ses sympathisants à l'abstention.

### 1975: Transformation en Jeune garde solidariste et scission de l'Union solidariste
Le GAJ se renomme Jeune garde solidariste en 1975, après une fusion avec l'Action nationaliste de Jean-Gilles Malliarakis, puis devient le Mouvement nationaliste révolutionnaire en 1977,.
En conflit avec les partisans de Malliarakis qui font de l'antisionisme leur combat prioritaire, Jean-Pierre Stirbois et ses soutiens (dont Christian Baeckeroot et Michel Collinot) quittent le groupe et fondent le Groupe d'action solidariste puis l'Union solidariste en 1977 avant de rejoindre le Front national,,,.
En 1976, plusieurs militants du GAJ et du GUD partent au Liban pour se battre aux côtés des Phalangistes libanais pendant la guerre civile.
Le 10 février 1977, lors d'une manifestation sur les Champs-Elysées, le militant du GAJ Alain Escoffier s'immole par le feu dans les locaux de la compagnie aérienne soviétique Aeroflot,.
Le 27 novembre 1980, une réunion d'information sur l'Afghanistan organisée par l'Union des étudiants communistes est attaquée par un commando avec des grenades lacrymogènes et des grenades au chlore. Des tracts du GAJ sont retrouvés sur place, reprochant à l'UEC de « [Nier] le génocide afghan ».
Frédéric de Saint-Sernin a milité au GAJ.

## Résistance solidariste
Au cours des années 70, plusieurs attentats anti-américains et antisoviétiques sont commis sous le nom de "Résistance solidariste", qui est en réalité un prête-nom pour les activités terroristes du Groupe action jeunesse,. Cette affiliation n'étant pas dissimulée, 53 membres du GAJ sur leur soixantaine de membres sont sous le coup d'une enquête de la police judiciaire en 1977 selon Nicolas Lebourg.
La liste des attentats revendiqués par Résistance solidariste est publiée dans le journal du GAJ, Jeune nation solidariste. Cette méthode est décriée par certaines personnalités d'extrême droite comme Roland Gaucher qui dénonce, dans Initiative nationale (journal du Parti des forces nouvelles), « l'aventurisme [...] conçu par des débiles, par des saliveurs qui défient à la fois les impérialismes américain et soviétique après forces rasades. ».
Ainsi, le groupe a été suspecté de plusieurs attentats :
- 1973 : attentats contre les permanences du PCF et du PS à Paris[7].
- 4 janvier 1974 : tentative d'attentat contre le domicile du président de l’Université de Paris-I[22].
- 15 décembre 1974 : au siège de la TWA et devant celui de Coca-Cola, à Paris.
- 16 décembre 1974 : devant une entreprise minière américaine à Paris.
- 29 avril 1975 : Explosion d'un local où se réunissent des Nord-vietnamiens, rue du Petit-Musc à Paris[4].
- 30 avril 1975 : Explosion d'une charge de plastic au siège de l'association médicale franco-vietnamienne à Ivry-sur-Seine[4].
- 25 octobre 1976 : contre Rivex Co à Paris (7 blessés).
- 30 octobre 1976 : attaque du train Nord-Express en forêt de Chantilly[5].
- 17 juin 1977 : attentat contre les bureaux de France-URSS Magazine à Paris[23].
- 17 mai 1977 : attentat contre l'office du tourisme turc à Paris[24].
- 20 juin 1980 : incendie criminel d'un local du PCF[25].
- 15 juin 1981 : attentat contre le local du mouvement pacifiste Citoyens du monde[26].